# Monymusk
Monymusk, schottisch-gälisch: Mòine Muiseig ist eine Ortschaft in der schottischen Council Area Aberdeenshire. Sie liegt etwa elf Kilometer südwestlich von Kintore und 25 Kilometer nordwestlich von Aberdeen am rechten Ufer des Don. Nordwestlich erhebt sich der Cairn Williams.

## Geschichte
Zwei prähistorische Steinkreise, Whitehill und Deer Park sowie ein Stehender Stein belegen die frühzeitige Besiedlung der Umgebung. 
Bei Monymusk handelt es sich um einen frühchristlichen Standort in Schottland. Die ältesten Artefakte, die am Standort aufgefunden wurden und in der Monymusk Parish Church ausgestellt sind, werden auf das 6. Jahrhundert datiert. Später nutzten die Culdeer den Standort. Aus dem Jahre 1078 ist die Schenkung des Anwesens an den Orden durch König Malcolm III. belegt. Mit dem Bau der Anlage begann der Orden vermutlich im frühen 12. Jahrhundert. Die ältesten Fragmente der heutigen Pfarrkirche stammen vermutlich aus dem späteren 12. Jahrhundert. Die Niederlassung der Culdeer wurde 1197 als kanonisches Regularium in ein Augustinerpriorat umgewandelt.
Das Herrenhaus House of Monymusk geht auf einen Fluchtturm der Augustinermönche zurück. 1584 entstand dort ein Tower House, welches der Clan Grant sukzessive zum heutigen Herrenhaus ausbauen ließ. Archibald Grant, 2. Baronet ließ Monymusk im Laufe des 18. Jahrhunderts als Plansiedlung grundlegend neu strukturieren. Abermals 1840 wurde die Ortschaft weitgehend neu aufgebaut.
Zwischen 1831 und 1881 lag die Einwohnerzahl annähernd konstant zwischen 988 und 1155. Im Rahmen der Zensuserhebung 1961 wurden in Monymusk 133 Personen gezählt. Innerhalb von zehn Jahren stieg dann die Einwohnerzahl auf 167 an.

## Verkehr
Monymusk liegt an einer untergeordneten Straße. Bei Sauchen ist die A944 (Aberdeen–Corgarff) innerhalb weniger Kilometer erreichbar. Bei Kintore besteht Anschluss an die von Aberdeen nach Inverness führende A96.
Über die Alford Valley Railway, eine bis nach Alford führende Stichbahn der Great North of Scotland Railway, wurde Monymusk im Laufe des 19. Jahrhunderts an das britische Eisenbahnnetz angeschlossen. Die Strecke wurde zwischenzeitlich aufgelassen und rückgebaut.

## Persönlichkeiten
- Archibald Robertson (1765–1835), schottisch-US-amerikanischer Maler